# Улян-Майорат
Улян-Майорат (пол. Ulan-Majorat) — село в Польщі, у гміні Улян-Майорат Радинського повіту Люблінського воєводства.
Населення — 477 осіб (2011).
У 1975-1998 роках село належало до Білопідляського воєводства.

## Демографія
Демографічна структура станом на 31 березня 2011 року:
|          | Загалом | Допрацездатний вік | Працездатний вік | Постпрацездатний вік |
| -------- | ------- | ------------------ | ---------------- | -------------------- |
| Чоловіки | 236     | 43                 | 170              | 23                   |
| Жінки    | 241     | 48                 | 142              | 51                   |
| Разом    | 477     | 91                 | 312              | 74                   |